# Fredina esmeralda
Fredina esmeralda är en fjärilsart som beskrevs av Brandt 1939. Fredina esmeralda ingår i släktet Fredina och familjen nattflyn. Inga underarter finns listade i Catalogue of Life.